# Супек, Руди
Руди Супек (хорв. Rudi Supek; 8 апреля 1913, Загреб, Королевство Хорватия и Славония, Транслейтания, Австро-Венгрия — 2 января 1993, там же) — югославский философ, хорватский социолог-марксист, представитель школы праксиса.

## Биография
Родился 8 апреля 1913 года в Загребе, Австро-Венгрия.
Выучившись на философа в Загребе, Руди Супек отправился изучать психологию в Париж, где его застала Вторая мировая война. Супек присоединился к Сопротивлению, но вскоре был арестован и отправлен в концлагерь Бухенвальд. После освобождения, Руди Супек вернулся в Париж, чтобы продолжить свои занятия. В 1948 году, после резолюции Информбиро, направленной против Иосипа Тито, Руди Супек, будучи членом ФКП, выходит из партии и возвращается в Югославию.
В 1952 году Руди Супек получил степень доктора в Сорбонне и начал работать профессором на кафедре психологии факультета философии и в факультете гуманитарных и социальных наук университета Загреба. Руди Супек был главным редактором журнала «Взгляды» (хорв. Pogledi), который публиковался в 1952—1954 годах.
В 1963 году открыл кафедру социологии на факультете философии университета Загреба и стал первым президентом Югославского общества психологов. В 1964 году Руди Супек с коллегами с факультета философии основал журнал «Праксис» и стал одним из его редакторов с 1967 по 1973 год. Стал инициатором и председателем правления Летней школы праксиса в Корчуле.
Умер 2 января 1993 года в Загребе.

## Память
В 2004 году Хорватское социологическое общество (Hrvatsko sociološko društvo) учредило ежегодную премию имени Руди Супека за достижения в области социологии.

## Книги
- Egzistencijalizam i dekadencija, 1951 (Экзистенциализм и декаданс)
- Umjetnost i psihologija, 1958 (Искусство и психология)
- Ispitivanje javnog mnjenja, 1961 (Изучение общественного мнения)
- Herbert Spencer i biologizam u sociologiji, 1965 (Герберт Спенсер и биологизм в социологии)
- Sociologija i socijalizam, 1966 (Социология и социализм; немецкое издание: Soziologie und Sozialismus, 1970)
- Selbstverwaltung in der sozialistischen Gesellschaft (Самоуправление в социалистическом обществе), в: Sozialismus in Europa, hrsg. v. J. Varga, 1967
- Die Dialektik der gesellschaftlichen Praxis (Диалектика социального праксиса), в: Revolutionäre Praxis, hrsg. v. Gajo Petrović, 1969
- Humanistička inteligencija i politika, 1971 (Гуманистическая интеллигенция и политика)